# ميغيل بلاي
ميغيل بلاي (بالإسبانية: Miguel Blay)‏ هو نحات إسباني، ولد في 1866 في أولوت في إسبانيا، وتوفي في 1936 في مدريد في إسبانيا.